# Дмитриев, Владимир Владимирович (физик)
Влади́мир Влади́мирович Дми́триев (род. 12 октября 1957, Казань) — советский и российский физик-экспериментатор. Академик РАН (2011; член-корреспондент с 1997), доктор физико-математических наук (1991). Индекс Хирша — 21.

## Биография
После окончания казанской школы № 50 переехал в Москву. Окончил факультет общей и прикладной физики МФТИ (кафедра физики и техники низких температур, 1980). С 1980 года работает в Институте физических проблем им. П. Л. Капицы АН: стажёр (1980—1982), аспирант (1982—1985), младший, старший, ведущий, главный (с 1987) научный сотрудник.
Научной работой в ИФП АН СССР стал заниматься ещё студентом; там он выполнил дипломную работу «Исследования связанной ядерно-электронной прецессии в CsMnF3» (научные руководители — А. С. Боровик-Романов и Ю. М. Буньков). В 1980 году по инициативе П. Л. Капицы и А. С. Боровика-Романова была создана группа для исследования нелинейного ядерного магнитного резонанса в сверхтекучем 3He во главе с Буньковым, в которую вошли студенты В. В. Дмитриев и Ю. М. Мухарский, а также механик С. М. Елагин. Группой был создан криостат ядерного размагничивания и получен сверхтекучий 3He (1984); затем было открыто и исследовано явление спиновой сверхтекучести, то есть бездиссипативного переноса намагниченности в сверхтекучем гелии при отсутствии переноса массы, теоретическое объяснение которой было дано И. А. Фоминым (1984—1988).
Дальнейшие научные достижения:
- 1992—1995 годы — исследование бездиссипативных спиновых токов в нормальных ферми-жидкостях;
- 1996—1999 годы — обнаружение и исследование новых модов спиновой прецессии в сверхтекучем 3He-В;
- с 2001 года занимается исследованием сверхтекучего 3He в аэрогеле; в частности, им были идентифицированы сверхтекучие фазы 3Не в аэрогеле (2001—2002).

Кандидат физико-математических наук (1985; тема диссертации — «Импульсный ЯМР в 3He-B»). Доктор физико-математических наук (1991; тема диссертации — «Исследования 3He-B с помощью однородно-прецессирующего домена»).
Член научного совета РАН по проблеме «Физика низких температур». Член редколлегий журналов «Приборы и техника эксперимента» (с 2001) и Journal of Low Temperature Physics (в 2001—2010).

## Общественная позиция
В феврале 2022 года подписал открытое письмо российских учёных и научных журналистов с осуждением вторжения России на Украину и призывом вывести российские войска с украинской территории.

## Награды и премии
- Медаль ордена «За заслуги перед Отечеством» II степени (5 февраля 2024 года) — за большой вклад в развитие отечественной науки, многолетнюю плодотворную деятельность и в связи с 300-летием со дня основания Российской академии наук[6].
- Государственная премия России (1993), «за цикл работ по обнаружению и исследованию магнитной сверхтекучести» — совместно с А. Боровиком-Романовым, Ю. Буньковым, Ю. Мухарским, И. Фоминым[7].
- Премия имени А. Г. Столетова РАН (2005), за серию работ «Спиновые токи и когерентная прецессия намагниченности в нормальных ферми-жидкостях» — совместно с И. Фоминым[8].
- Премия Фрица Лондона (2008), «за открытие и объяснение фазово когерентной спиновой прецессии и спиновой сверхтекучести в 3He-В» — совместно с Ю. Буньковым и И. Фоминым[9].